# Flagge Finnlands
Die Flagge Finnlands (amtlich finnisch Suomen lippu oder schwedisch Finlands flagga) zeigt ein blaues skandinavisches Kreuz auf weißem Hintergrund. Neben der amtlichen Bezeichnung sind auch die volkstümlichen Namen siniristilippu bzw. blåkorsflagga („Blaukreuzflagge“) gebräuchlich. 
Sie wurde per Gesetz am 29. Mai 1918 als offizielles Symbol Finnlands eingeführt.
Es wird zwischen der „allgemeinen Nationalflagge“ und der von staatlichen Einrichtungen verwendeten Staatsflagge unterschieden.

## Beschreibung und Bedeutung

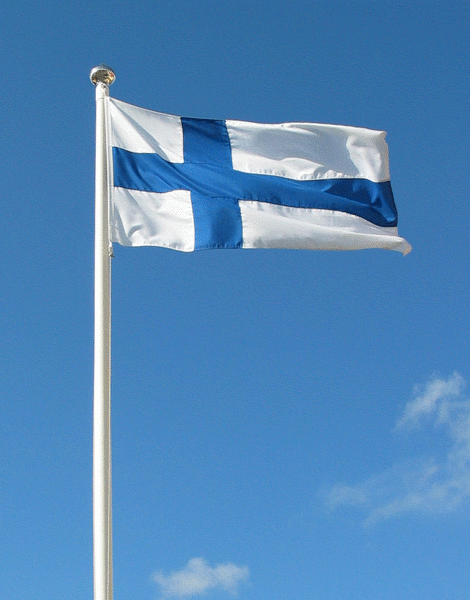
Nationalflagge Finnlands

Längenverhältnisse der Flagge Finnlands

Die Bürgerliche und Handelsflagge ist die Grundlage aller Versionen der Nationalflagge. Sie ist rechteckig. Ein blaues Kreuz teilt die Flagge in vier Rechtecke. Die gesamte Fläche ist elf Maßeinheiten hoch und 18 Maßeinheiten lang. Die Breite des Kreuzes beträgt drei Maßeinheiten. Die inneren Felder sind fünf Maßeinheiten lang, die äußeren zehn.
Das Blaue des Kreuzes steht für die finnischen Seen, die weiße Grundfläche für den Schnee.
Anfangs wurden die Farben der Flagge mit Hilfe von Musterstoffen definiert. Heute haben jedoch die Definition durch das CIE-Normvalenzsystem, das schwedische NCS Natural Colour System und das
Pantone Matching System (PMS) diese herkömmliche Methode abgelöst.
Die Farben sind wie folgt definiert:
- Nach PMS:
  - Blau: 294C
  - Rot: 186C
  - Gelb: 123C

- Ausgehend von den textilbezogenen pantonen Farben können näherungsweise folgende CMYK abgeleitet werden. Sie sind nicht Bestandteil der offiziellen Definition:
  - Blau: C = 100 %; M = 56 %; Y = 0 %; K = 18,5 %

## Geschichte
Finnland war lange Zeit ein Teil Schwedens, von 1809 bis 1917 gehörte es als Großfürstentum Finnland zum Russischen Kaiserreich. Als das Land 1917 die Unabhängigkeit von Russland erlangte, gab man sich eine eigene Nationalflagge, die die Eigenständigkeit Finnlands symbolisieren soll. Sie wurde von den Künstlern Eero Snellman und Bruno Tuukkanen auf Grundlage der Flagge des Vereins Nyländska Jaktklubben entworfen. Das heute verwendete Staatswappen und das auf der Präsidentenflagge dargestellte Freiheitskreuz stammen von Olof Eriksson.
Die Flagge Finnlands ähnelt wie fast alle skandinavischen Flaggen dem Danebrog, welcher der Sage nach bereits 1219 erstmals das skandinavische Kreuz verwendete. Heute führen alle fünf Staaten eine Flagge mit dem Kreuz. Eine andere Bezeichnung ist „Kreuz des Nordens“ in Analogie zum Kreuz des Südens, welches oft auf Flaggen von Staaten der Südhalbkugel verwendet wird.

## Staatsflagge

11:18 Staatsflagge Finnlands

Die Staatsflagge ist ausschließlich staatlichen Institutionen vorbehalten.
In ihrer rechteckigen Form entspricht die Staatsflagge des Landes im Prinzip der Nationalflagge, zeigt aber in der Mitte des Kreuzes zusätzlich das finnische Wappen auf rotem quadratischen Hintergrund. Zwischen dem roten Hintergrund und dem blauen Kreuz befindet sich ein dünner gelber Rand (3/40 Maßeinheiten breit).
Die rechteckige Staatsflagge wird von staatlichen Einrichtungen wie dem Parlament, der Regierung, Gerichten, diplomatischen Vertretungen im Ausland und staatlichen Hochschulen verwendet. Ferner kommt sie bei der staatlichen Schiffsflotte zum Einsatz (z. B. auf Eisbrechern).

## Kriegsflagge

11:19 Kriegsflagge Finnlands

Die zungenförmige Kriegsflagge ist eine Maßeinheit länger als die rechteckige Form und ist auf der dem Fahnenmast gegenüberliegenden Seite dreifach spitz zugeschnitten. Sie wird von der Armee verwendet.

## Sonderformen
Das finnische Gesetz sieht eine Reihe von Sonderformen der finnischen Flagge vor.

### Präsidentenflagge

11:19 Präsidentenflagge Finnlands

Der Präsident der Republik Finnland verwendet die Staatsflagge in Zungenform, auf der mastseitigen oberen Ecke befindet sich das Freiheitskreuz, das ein blaues Tatzenkreuz mit einem gelben Hakenkreuz kombiniert.

### Militärische Sonderformen
Drei Sonderformen der Flagge kommen in militärischem Zusammenhang zum Einsatz. Sie basieren auf der zungenförmigen Staatsflagge und unterscheiden sich jeweils durch das in der mastseitig oberen Ecke angebrachte Symbol:
- Verteidigungsminister – zwei braune Gewehre vor zwei überkreuzt dargestellten gelben Kanonenrohren
- Der Kommandeur der Armee – braungelber Marschallstab und blaugelbes Schwert über Kreuz mit einem gelben Kanonenrohr
- Kommandeur der Marine – blauer Anker vor zwei über Kreuz dargestellten Kanonenrohren

### Freizeitboote
Auf Freizeitbooten kann eine Sonderform der finnischen Flagge verwendet werden, bei der sich auf dem blauen Kreuz ein dünnes weißes Kreuz (Breite 3/5 Maßeinheiten) und auf der mastseitigen oberen Ecke das Symbol des Bootsvereins befindet.

## Verwendung
Mit der finnischen Flagge und ihrer Verwendung sind eine ganze Reihe von Traditionen, Regeln und Gesetzen verbunden.

### Flaggentage

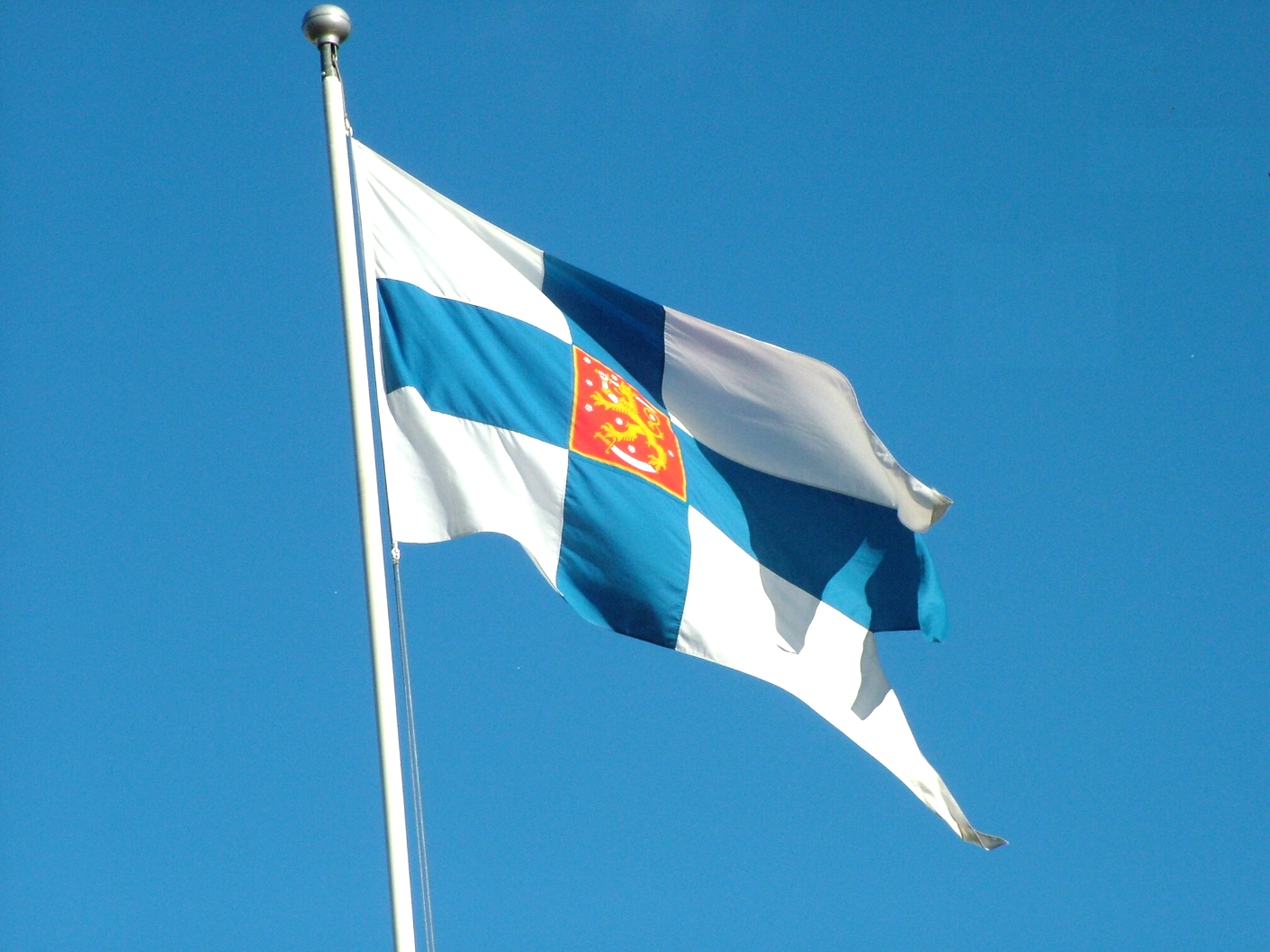
Wehende Kriegsflagge in Helsinki

In Finnland gibt es sowohl offizielle als auch sogenannte eingebürgerte Flaggentage.
Bei den offiziellen Flaggentagen, die auch gesetzlich festgelegt sind, muss an öffentlichen Gebäuden die finnische Flagge aufgezogen werden. Dies betrifft die folgenden Tage:
- 28. Februar – Kalevalan päivä/Kalevadagen, Tag der finnischen Kultur
- 1. Mai – vappu/första maj, Tag der finnischen Arbeit
- der zweite Sonntag im Mai – Muttertag
- 4. Juni – puolustusvoimain lippujuhlan päivä/försvarets fanfest, Tag des Flaggenfestes der Armee
- der Samstag zwischen dem 20. Juni und dem 26. Juni eines Jahres – Juhannus, Mittsommerfest und Suomen lipun päivä/Finlands flaggas dag, Tag der finnischen Flagge
- 6. Dezember – itsenäisyyspäivä/självständighetsdagen, Unabhängigkeitstag
- Tage, an denen nationale oder kommunale Wahlen sowie Europawahlen stattfinden oder Volksabstimmungen im ganzen Land abgehalten werden
- der Tag, an dem der Präsident der Republik Finnland ins Amt eingeführt wird

Zusätzlich ist es Brauch, auch an den eingebürgerten Flaggentagen die finnische Flagge aufzuziehen, es ist jedoch keine Pflicht. Von dieser Regelung betroffen sind die folgenden Tage:
- 5. Februar – J. L. Runebergin päivä/Runebergsdagen, Johan-Ludvig-Runeberg-Tag
- 19. März –  Minna Canthin päivä/Minna Canthdagen, Minna-Canth-Tag – Tag der Gleichberechtigung
- 9. April – Mikael Agricolan päivä/Mikael Agricoladagen, Mikael-Agricola-Tag der finnischen Sprache
- 27. April – kansallinen veteraanipäivä/nationella veterandagen, Nationaler Veteranentag
- 12. Mai – J. V. Snellmanin päivä/Snellmansdagen, Tag der finnischen Kultur
- der dritte Sonntag im Mai – Gedenktag für die Gefallenen
- 6. Juli – Eino Leinon päivä/Eino Leinodagen, Eino-Leino-Tag, Tag der Dichtung und des Sommers
- 10. Oktober – Aleksis Kiven päivä/Aleksis Kividagen, Aleksis-Kivi-Tag, Tag der finnischen Literatur
- 24. Oktober – Yhdistyneiden Kansakuntien päivä/FN-dagen, UNO-Tag
- 6. November – ruotsalaisuuden päivä/svenska dagen, Tag der schwedischen Kultur
- der zweite Sonntag im November – Vatertag
- 8. Dezember – Jean Sibeliuksen päivä/Jean Sibeliusdagen, Jean-Sibelius-Tag, Tag der finnischen Musik (seit 2011)

Für die Samen und Åländer gibt es zusätzlich eigene Flaggentage für deren offizielle Flaggen.

### Regeln zur Beflaggung
Jeder Finne hat das Recht, die finnische Flagge zu hissen, wenn er dies für angebracht hält. Private Anlässe, zu denen häufig die Fahne gehisst wird, sind zum Beispiel Hochzeiten, Geburtstage, die Ehrung besonderer Gäste oder Abiturfeiern. Bei Todesfällen wird halbmast geflaggt.
Die gesetzlichen Flaggentage sind für staatliche und kommunale Einrichtungen verbindlich und auch an den eingebürgerten Tagen wird von diesen geflaggt. Die meisten Privatleute hissen an diesen Tagen ebenfalls Fahnen; in Wohnblocks oder -siedlungen wird dies meist vom Hausmeister oder Hausmeisterdienst erledigt.
Die Nationalflagge wird morgens um 8 Uhr gehisst und bei Sonnenuntergang abgenommen – allerdings nicht später als 21 Uhr. Es gibt drei Ausnahmen von dieser Regel:
- am Tag der finnischen Flagge wird die Fahne am Vorabend des Mittsommerfestes um 18 Uhr gehisst und erst am Tag des Mittsommerfestes um 21 Uhr abgenommen
- am Unabhängigkeitstag endet die Beflaggung um 20 Uhr
- an Wahltagen, an denen die Wahllokale bis nach Sonnenuntergang geöffnet sind, endet die Beflaggung um 20 Uhr

Die Einhaltung dieser Zeiten ist lediglich für die öffentlichen Einrichtungen des Staates und der Kommunen verbindlich; sie gehört aber zum guten Stil und wird daher in der Regel auch von Privatpersonen genau beachtet.

### Vernichtung
Eine finnische Fahne ist im Bedarfsfall durch Verbrennen zu vernichten oder in so kleine Teile zu schneiden, dass sie nicht mehr als Flagge erkennbar ist und dann möglichst auf mehrere Male verteilt in den Restmüll zu geben.

### Straftatbestände
Wer
- die finnische Flagge öffentlich beschädigt,
- sie unehrwürdig verwendet oder
- eine öffentlich sichtbare Flagge ohne Erlaubnis entfernt,

macht sich der Entweihung der finnischen Flagge (Suomen lipun häpäiseminen/skymfande av Finlands flagga) schuldig.
Wer
- unberechtigt die Präsidentenflagge oder eine andere Staatsflagge verwendet,
- eine Flagge verwendet, die nicht regelgemäße Zusatzzeichen trägt oder
- eine Flagge als finnische Flagge verkauft, die von den Farben oder Abmessungen nicht den Gesetzen und Verordnungen entspricht,

macht sich des Verstoßes gegen die Regeln über die finnische Flagge schuldig.

## Schriftzeichen
Im Unicode-Standard kann die Flagge als Kombination der Regionalindikatoren 🇫 (Codepoint U+1F1EB im Unicodeblock Zusätzliche umschlossene alphanumerische Zeichen) und 🇮 (U+1F1EE) dargestellt werden: 🇫🇮.

## Weitere in Finnland verwendete Flaggen
Folgende Flaggen kommen neben der Flagge Finnlands regional oder zu bestimmten Anlässen zum Einsatz:
- Flagge Ålands
- Flagge der Sami
- Flagge der Finnlandschweden
- Europaflagge